# 프로크리에이트
프로크리에이트(Procreate)는 iOS 및 iPadOS의 사바지 인터액티브에서 개발하고 출시한 래스터 그래픽스 편집기이다. iPad의 예술적 가능성에 따라 설계되었으며. 2011년에 앱스토어에서 출시되었다.

## 도구
프로크리에이트는 4K 캔버스 해상도, 독점적인 이중 텍스쳐 브러시, 텍스트 및 애니메이션 기능을 포함한 136개의 브러시, 멀티 터치 환경을 위해 제작된 다양한 도구를 제공한다.

### 기능
- iPad Pro 및 애플 펜슬에 최적화

### 브러시
- 136개 브러시
- 이중 질감 브러시 시스템
- 모든 브러시에 대한 50개의 사용자 정의 설정
- 사용자 정의 프로크리에이트 브러시 및 브러시 세트 만들기
- 사용자 정의 브러시 가져오기 및 내보내기

### 레이어
- 레이어 마스크
- 클리핑 마스크
- 레이어 그룹
- 다중 레이어 선택, 이동 및 변환
- 17개의 레이어 혼합 모드

### 색상
- 64비트 색상
- P3 와이드 색상 지원
- 색상 선택기 (스포이드 도구)
- 색상 채우기
- 정확한 색상 조정을 위한 RGB 및 색상코드 값
- 색의 균형
- 이미지 곡선
- HSB
- 덧칠하기

## 같이 보기
- 디지털 아트
- 래스터 그래픽스